# Poetto

Panorama de la plage du Poetto.

Poetto (Poettu en langue sarde) est la principale plage de Cagliari, en Sardaigne. 

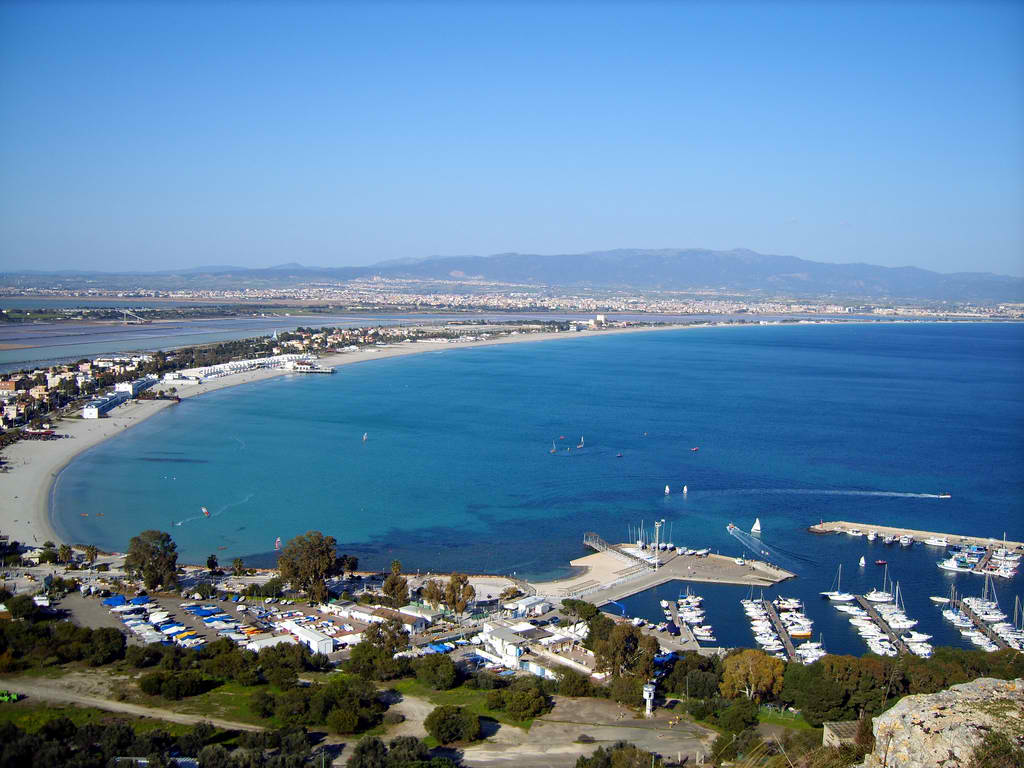
La plage Poetto, à gauche aussi les salines.

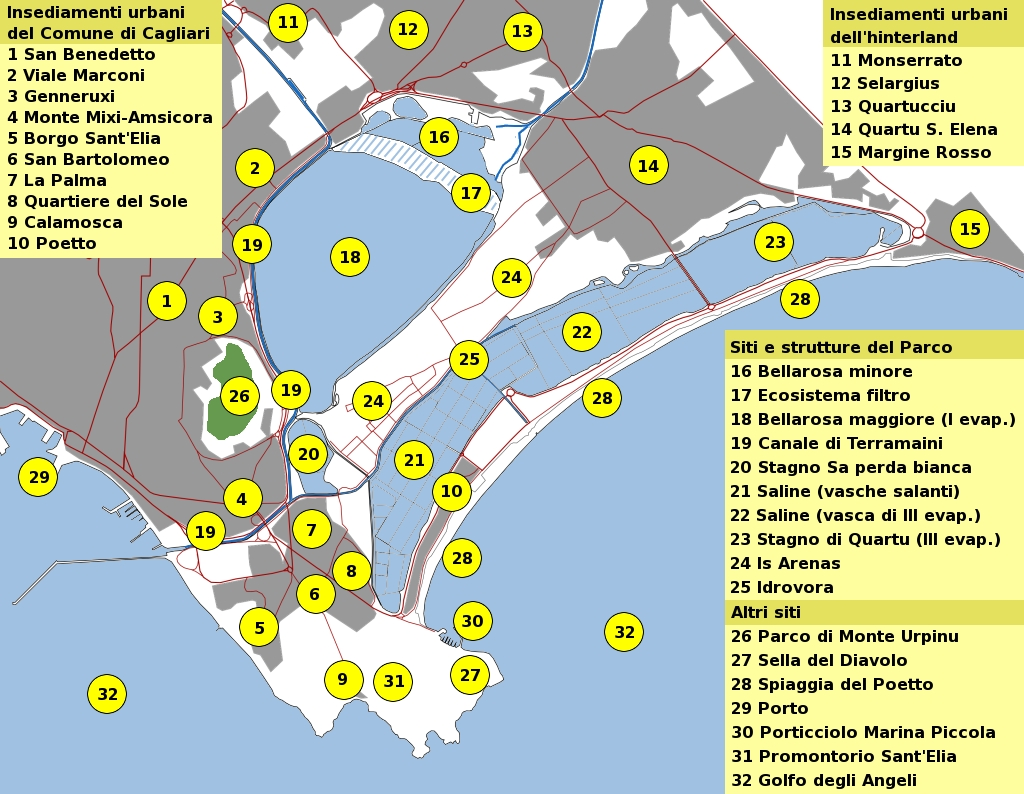
Visualisation graphique de la plage du Poetto (28) et du quartier (10).

Elle s'étend sur environ huit kilomètres de la Sella del Diavolo (it) jusqu'à la côte de Quartu Sant'Elena. Le Poetto est aussi un quartier situé dans la partie ouest d'une zone comprise entre la plage et  les salines Molentargius (it).

## Étymologie
Le nom de la plage dérive d'une tour aragonaise appelée del poeta, encore existante aujourd'hui au-dessus de la Sella del Diavolo. Une autre hypothèse lie le terme poetto au catalan puhuet (puits), en référence aux nombreux puits et réservoirs de stockage des eaux pluviales autour de la Sella del Diavolo. 

## Histoire
En 1793 les Français révolutionnaires débarquèrent au Poetto pour envahir la Sardaigne : en dépit de l'indécision du vice-roi de l'époque, le comte Balbiano, la chambre de la noblesse du parlement sarde d'ancien régime, le stamento militare, se convoqua en s'appuyant sur un ancien privilège et coordonna la résistance, qui permit de chasser les envahisseurs. La Sardaigne resta une de terres non conquise par la France napoléonienne (avec la Grande-Bretagne, la Russie et la Sicile). 
Jusqu'au XXe siècle, le Poetto n'était pas fréquenté par les cagliaritani qui préféraient la partie occidentale du golfe (it), avec les localités de Sa Perdixedda et Giorgino.
Dès les premières décennies du XXe siècle la population commence à apprécier les blanches dunes du Poetto où s'installent les premiers établissements balnéaires (les "bains" du chevalier Carboni - à présent le D'Aquila - et puis le Lido), les kiosques à boissons fraîches et musique et durant la période fasciste un camp d'été situé dans un édifice de trois étages (ce dernier sera transformée en hôpital après la guerre puis abandonné). Le premier tramways à vapeur qui longe la grande plage est inauguré en 1912. Imitant les premières cabines de plage du Lido, sont construits des cabanons-vestiaires en bois puis supprimés en 1986 pour raisons sanitaires.
Des études menées, en 1989, démontrent un important rétrécissement de la ligne du littoral dû à l'érosion naturelle mais aussi aux prélèvements massifs de sable effectués par les carriers pour la reconstruction de Cagliari dans les années 1950. En 2002, pour protéger et assurer la stabilité du littoral sableux, le Poetto est engraissé, grâce à un système de dragage, avec du sable plus gros que celui originaire ainsi que par la reconstruction de son massif dunaire. En conséquence de cette intervention il y a eu une grande querelle et une enquête judiciaire.

## Division
Le lungomare du Poetto est populairement divisé en fermate (arrêts) calqués  sur les  arrêts de bus, en réalité sur les anciens arrêts du tramways. La plus fréquentée est la fermata à proximité du petit port de Marina Piccola. Très célèbres sont la quarta (quatrième arrêt), la seconda (deuxième arrêt) (D'Aquila), la terza (troisième arrêt) (Il Lido), et la sesta (sixième arrêt) qui accueille chaque année une des étapes du championnat italien de beach-volley ainsi que des tournois de beach rugby et de beach football.